# Lluís Torras-Farell
Lluís Torras-Farell (Manresa (Bages), 3 de novembre de 1867 - Barcelona, 1932), fou un pintor català dedicat especialment al retrat i als temes religiosos els quals reflectí en l'aquarel·la i a l'oli.
Va fer els seus estudis al Col·legi de Jesuïtes de la seva ciutat natal, i en art va ser deixeble de l'aquarel·lista Tomás Moragas. Pertanyent a l'escola d'Anglada, Mir Canals i altres, s'ofereix en tot el seu vigor al retrat, ja que domina més la forma que el color, en els seus últims anys es va dedicar a l'aquarel·la, especialment en assumptes rurals, pastors, ovelles, bous i, sobretot, a la figura, de la qual executava amb gran tècnica del dibuix les mans. Als cinquanta-nou anys es va llançar al públic per primera vegada, vencent a tots i sorprenent per la seva pintura briosa i juvenil, plena de calor i d'entusiasme, i aconseguint l'èxit de veure adquirides totes les seves obres, olis, aquarel·les, pastells i sanguines.
Va obtenir dues terceres medalles a Madrid i Barcelona i una de segona classe a Múnic: Foren els seus deixebles Ceferí Tubau, Antonio Puig i Jacint Olivé. Durant diversos anys va residir a París i una curta temporada a Roma.
Entre les seves obres mereixen citar-se: Bodegon; Els pastors de Núria; Un vell (propietat del banquer Mas-Cerdá, Buenos Aires); L'últim sopar de Jesús (plafó del menjador, Nou Noviciat de Sant Estanislau, Salamanca); Vida de Sant Esteve, llenços que recorden els retaules de Juan de Juanes (església parroquial de La Garriga), etc.